# Íñigo Landaluze
Íñigo Landaluze Intxaurraga (Guecho, 9 de mayo de 1977) es un exciclista español. 

## Biografía

### Inicios en el ciclismo

#### De escuelas a juveniles
Landaluze corrió en categorías inferiores, desde escuelas hasta juveniles, en la S. C. Punta Galea de Guecho. De esa misma formación salieron también ciclistas como Javier y Ricardo Otxoa, Roberto Laiseka, Mikel Zarrabeitia y Jonathan Castroviejo.

#### Ciclismo amateur
Militó como amateur en el Cafés Baqué, donde cosechó actuaciones muy destacadas, como la victoria en la Copa de España de ciclismo.

### Ciclismo profesional

#### Debut
Debutó como profesional en el año 2001 con el equipo Euskaltel-Euskadi.

#### Éxito y sospechas

##### Ganador de la Dauphiné Libéré
Landaluze ganó la Dauphiné Libéré de 2005, tras defender de manera agónica su maillot amarillo de líder en la última etapa sin ningún compañero de equipo ante Santiago Botero (Phonak). Ese triunfo en la general de una vuelta por etapas de categoría ProTour era el mayor éxito de su carrera deportiva, y la segunda vez consecutiva que un ciclista del Euskaltel-Euskadi ganaba dicha prueba (Iban Mayo, ausente en esta edición, la había ganado un año antes).

##### Sospechas de dopaje y absolución
El 20 de diciembre de 2005, seis meses después de haber ganado la Dauphiné Libéré, la UCI anunció que había dado positivo por testosterona en un control antidopaje efectuado durante la carrera francesa. Landaluze tenía un certificado médico desde 2001 en el que se detallaba que tenía de manera fisiológica unos altos niveles de testosterona, circunstancia en la que se amparó el corredor para negar que se tratara de un caso de dopaje. Sin embargo, dicho certificado no servía en este caso puesto que el análisis fue efectuado con una novedosa técnica (IRMS) que diferenciaba la testosterona endógena (producida por el organismo) de la exógena (dopaje).
La RFEC, organismo competente para sancionar al corredor, archivó el caso sin decretar suspensión alguna, decisión que fue recurrida por la UCI. En 2006 el TAS decidió no sancionar a Landaluze debido a un defecto de forma. La absolución de Landaluze se debió a que las muestras A y B (análisis y contraanálisis, respectivamente, ambas positivas) habían sido analizadas por la misma persona (algo contrario a la normativa, y que se debió a una escasez de personal en el laboratorio de Châtenay-Malabry).
Landaluze, que había permanecido nueve meses sin correr, volvió a competir en el Euskaltel-Euskadi, siendo uno de los nueve corredores del equipo naranja que participaron en el Tour de Francia.

#### Positivo por CERA
En 2009 realizó la pretemporada en Tenerife. El 17 de julio se hizo público que había dado positivo por CERA en dos controles antidopaje: en el efectuado el 9 de junio durante la Dauphiné Libéré y en otro nueve días después, ya fuera de competición. El ciclista de 32 años ya había sido apartado por el Euskaltel-Euskadi tras unos valores anómalos en un control interno de orina.
Landaluze admitió haber tomado esa sustancia dopante y renunció al contraanálisis, eximiendo asimismo al equipo (ante el cual se disculpó) de toda responsabilidad en el caso y anunciando que dejaba el ciclismo.
La UCI, por su parte, le sancionó con 27 300 euros, que se sumaban a la sanción deportiva.

## Palmarés
2005
- Criterium de la Dauphiné Libéré

## Resultados en Grandes Vueltas
| Carrera | Carrera         | 2001 | 2002 | 2003  | 2004 | 2005  | 2006 | 2007 | 2008 | 2009 |
| ------- | --------------- | ---- | ---- | ----- | ---- | ----- | ---- | ---- | ---- | ---- |
|         | Giro de Italia  | —    | —    | —     | —    | —     | —    | —    | Ab.  | —    |
|         | Tour de Francia | —    | —    | 101.º | 52.º | 100.º | 49.º | 43.º | —    | —    |
|         | Vuelta a España | —    | —    | —     | —    | —     | 60.º | 75.º | 63.º | —    |

—: No participa

Ab.: Abandono

## Equipos
- Euskaltel-Euskadi (2001-2009)